# Soendamenievogel
De Soendamenievogel (Pericrocotus igneus) is een zangvogel uit de familie Campephagidae (rupsvogels).

## Verspreiding en leefgebied
Deze soort komt voor in Maleisië en Indonesië en telt twee ondersoorten:
- P. i. igneus: Malakka, Sumatra, Borneo en Palawan.
- P. i. trophis: Simeulue (nabij westelijk Sumatra).

## Status
De grootte van de populatie is niet gekwantificeerd maar de soort wordt omschreven als schaars tot algemeen. Aangenomen wordt dat de aantallen snel achteruitgaan door ontbossing. Op de Rode lijst van de IUCN heeft deze soort daarom de status gevoelig.